# Даллагкау
Далла́гкау (осет. Дæллагхъæу — «нижнее селение») — село в Алагирском районе Республики Северная Осетия — Алания. Входит в состав Фиагдонского сельского поселения. 

## Географическое положение
Селение расположено в верховьях Куртатинского ущелья, на правом берегу реки Фиагдон, у подножья горы Кариу-хох. Находится в 2 км к северу от центра сельского поселения Верхний Фиагдон, в 43 км к юго-востоку от районного центра Алагир и в 46 км к юго-западу от Владикавказа. 

## История
В прошлом Даллагкау был крупным населённым пунктом. В ходе карательной экспедиции генерала И. Н. Абхазова в 1830 году, село сильно пострадало. 
Согласно данным на 1910 год в селе проживало 658 человек. 

## Население
| 2002 | 2010 | 2021 |
| ---- | ---- | ---- |
| 40   | ↗45  | ↗46  |

## Известные уроженцы
- Бритаев Елбыздыко Цопанович (1881—1923) — осетинский драматург.
- Бритаев Созырыко Аузбиевич (1892—1961) — осетинский писатель-прозаик.